# Chiesa del Quercecchio
La chiesa del Quercecchio è un edificio religioso che si trova in via del Quercecchio a San Gimignano, provincia di Siena, e fa parte dell'arcidiocesi di Siena-Colle di Val d'Elsa-Montalcino.

## La chiesa
La prima attestazione di questa chiesa risale al 1070 quando, una donazione alla badia di Passignano, viene rogata prope ecclesia sancti Andree qui dicitur da Querciclo; è l'antica sede della confraternita di Santa Fina.
L'interno è interamente decorato da motivi ornamentali riferibili alla fine del Settecento.
Alla piccola chiesetta è annesso l'oratorio di San Francesco con lunette affrescate da Lorenzo Ciardi databili a cavallo tra il XVII e il XVIII secolo e raffiguranti Storie della vita di san Francesco.

## Il Museo ornitologico
L'oratorio oggi ospita un piccolo museo con la collezione ornitologica raccolta dalla marchesa Marianna Panciatichi Ximenes d'Aragona Paulucci (convenzionalmente denominata "collezione Panciatichi"), risalente ai primi del Novecento. 

### Genesi del Museo
La marchesa, illustre malacologa fiorentina, nonché, ovviamente, appassionata di ornitologia, fu un esponente di primo piano nei circoli naturalstici italiani dell'epoca.
La collezione si costituì nelle stanze della villa - fattoria del Monte, località posta a metà strada tra San Gimignano, nel cui comune ricade, e Certaldo, principalmente tra il 1866 e il 1911: la preparazione tassidermica degli esemplari fu eseguita principalmente da Riccardo Manganelli, imbalsamatore del Museo della Specola di Firenze; di altri si occupò il famoso tassidermista veronese Vittorio Del Nero.
Nel 1918 la marchesa donò la sua intera collezione (1.260 pezzi all'epoca) al Comune di San Gimignano: dopo essere stata esposta nei locali comunali fu trasferita nel convento di Sant'Agostino, dove rimase fino al 1983.

### Il Museo oggi
Collocato nella sede attuale nel 1990, il museo espone una selezione di 371 esemplari con l'intento di offrire al visitatore una vasta panoramica dell'avifauna italiana ed europea, ripercorrendo la via evolutiva da cui sono derivate le differenti specie.
Si possono infatti ammirare rapaci diurni e notturni, tutti i principali gruppi di uccelli acquatici, l'intera tipologia di anatre presenti in Italia); non mancano esemplari rari quali una albanella pallida catturata presso San Gimignano, un voltolino, una schiribilla e un re di quaglie, tutti catturati nel territorio toscano, nonché un pollo sultano di origine sicula e una gallina prataiola.
Sono presenti anche specie ormai estinte quali il picchio rosso mezzano e il picchio rosso minore.